# Municipio de San Juan Evangelista
El municipio de San Juan Evangelista se encuentra en el estado de Veracruz, es uno de los 212 municipios de la entidad y tiene su ubicación en la zona Olmeca, al sur del Estado, con una categoría semiurbano. Sus coordenadas son 17°53’ latitud norte, longitud oeste de 95°08’ y cuenta con una altura de 20 m s. n. m. Su cabecera es la localidad de San Juan Evangelista.
En este municipio, se celebran las fiestas religiosas del 18 al 20 de marzo en honor de san José, patrono de la congregación de Juanita y del 24 al 31 de diciembre a San Juan Evangelista, patrono del pueblo.

## Geografía
El municipio de San Juan Evangelista tiene un clima cálido con lluvias regulares en temporada. Limita al norte con el municipio de Acayucan, al oeste con el municipio de Juan Rodríguez Clara, al sur con el municipio de Jesús Carranza y el estado de Oaxaca, y al este con el municipio de Sayula de Alemán.

## Localidades
El municipio tiene una población de 30.826 habitantes, conformado por 218 localidades.
| Localidad            | Población (2020) |
| -------------------- | ---------------- |
| San Juan Evangelista | 3 942            |
| Estación Juanita     | 3 605            |
| La Cerquilla         | 2 414            |